# El Joob
El Joob är en ort i Mexiko.   Den ligger i kommunen San Juan Cancuc och delstaten Chiapas, i den sydöstra delen av landet, 800 km öster om huvudstaden Mexico City. El Joob ligger 1 038 meter över havet och antalet invånare är 243.
Terrängen runt El Joob är kuperad åt nordost, men åt sydväst är den bergig. Runt El Joob är det ganska tätbefolkat, med 62 invånare per kvadratkilometer. Närmaste större samhälle är Pantelhó, 8,3 km väster om El Joob. I omgivningarna runt El Joob växer i huvudsak städsegrön lövskog.